# Родичі поза законом
Родичі поза законом (англ. The Out-Laws) — американський комедійний бойовик 2023 року режисера Тайлера Спіндела, сценаристів Евана Тернера та Бена Зазове, продюсерів Адама Сендлера, Адама ДеВайна та Аллена Коверта. У ньому зіграли ДеВайн, Ніна Добрев, Еллен Баркін та Пірс Броснан. Фільм розповідає про менеджера банку, чий банк під час його весілля пограбували злочинці. Серед тих, кого він підозрює, можуть бути його майбутніми родичами.
Родичі поза законом вийшов на Netflix 7 липня 2023 року.

## Сюжет
Овен Браунінг — молодий менеджер банку, який збирається одружитися. Одного разу банк грабує сумно відома пара злочинців, відомих як «Примарні бандити». Пограбування відбувається під час його весільного тижня, і певні ознаки змушують його повірити, що грабіжники насправді можуть бути його майбутніми родичами, які щойно прибули до міста. 

## У ролях
- Адам ДеВайн — Оуен Браунінг
- Пірс Броснан — Біллі МакДермотт
- Еллен Баркін — Ліллі Макдермотт
- Ніна Добрев — Паркер Макдермотт
- Майкл Рукер — агент Олдем
- Пурна Джаганнатан — Рехан Закарян
- Річард Кайнд — Ніл Браунінг
- Джулі Гаґерті — Марджі Браунінг
- Блейк Андерсон — двоюрідний брат Р. Дж
- Лорен Лапкус — Фібі Кінг
- Ліл Рел Говері — Тайрі
- Дін Вінтерс — Вінс Міллен
- Лейсі Мослі — Марісоль
- Деніел Ендрю Яблонс — Гері
- Санні Сендлер — Грейсі
- Пеггі Волтон-Вокер — бабуся Рут
- Мо Галліні — Борис
- Джекі Сендлер — Кей
- Бетсі Содаро — шеф-кухар Іда

## Український Дубляж
- Студія: Постмодерн
- Режисер дубляжу: Оксана Гринько
- Перекладач: Онисія Колесникова
- Звукооператор: Софія Багмут
- Спеціаліст зі зведення звуку: Софія Багмут
- Менеджер проекту: Лаура Геворкян

Ролі дублювали:
- Оуен — Олександр Погребняк
- Паркер — Дарина Муращенко
- Біллі — Олег Лепенець
- Лілім — Ольга Радчук
- Агент Олдем — Валерій Легін
- Нейл Браунінг — Михайло Войчук
- Марджі Браунінг — Олена Бліннікова
- Реган — Катерина Качан
- Тайрі — Роман Молодій
- Фібі Кінґ — Наталія Романько-Кисельова
- Марісоль — Катерина Буцька
- Кузен Ер-Джей — Євген Лісничий

Додатковий акторський склад: Роман Солошенко, В'ячеслав Дудко, Володимир Гурін, Вікторія Бакун, Ілона Бойко, Аліна Проценко, Ілля Локтіонов

## Виробництво
У липні 2021 року Пірс Броснан був залучений до фільму разом з Адамом Дівайном під керівництвом режисера Тайлера Спіндела. У жовтні 2021 року Еллен Баркін, Ніна Добрев, Майкл Рукер, Пурна Джаганнатан, Джулі Гаґерті, Річард Кайнд, Ліл Рел Говері та Блейк Андерсон доповнили решту акторського складу. Основне знімання відбувалося в Атланті, штат Джорджія (США) з жовтня по грудень 2021 року.

## Реліз
Родичі поза законом вийшов на Netflix 7 липня 2023 року. 

### Критика
На веб-сайті агрегатора рецензій Rotten Tomatoes 21% із 62 відгуків критиків є позитивними із середньою оцінкою 3,9/10. Консенсус веб-сайту гласить: «З таким талановитим акторським складом «Родичі поза законом» не можуть не бути смішними, але їх надто мало, щоб компенсувати слабкість фільму, гідного ситкому». Metacritic, який використовує середньозважену оцінку, поставив фільму оцінку 36 зі 100 на основі голосів 17 критиків, вказавши «загалом несприятливі відгуки».